# Ludovic Orban
Pour les articles homonymes, voir Orban.
Ludovic Orban (/ˈludovik ˈorban/), né le 25 mai 1963 à Brașov, est un homme d'État roumain. Ancien membre du Parti national libéral (PNL), il est Premier ministre du 4 novembre 2019 au 7 décembre 2020.
Élu local à Bucarest entre 1992 et 1997 puis à partir de 2004, il est secrétaire d'État de 1999 à 2001. En 2007, il est nommé ministre des Transports. Il quitte ce poste en 2008, année de son élection à la Chambre des députés. En 2009, il est désigné premier vice-président du PNL, poste dont il est relevé en 2010 ; il occupe entre 2014 et 2015 la présidence du groupe des députés du parti.
Entre 2009 et 2011, puis en 2016, il est vice-président de la Chambre. Il se retire alors temporairement de la vie politique, en raison d'accusations de trafic d'influence qui seront finalement abandonnées, renonçant donc à se présenter à la mairie de la capitale pour la troisième fois, ainsi qu'à un troisième mandat parlementaire. Il devient président du PNL en 2017 après la lourde défaite du parti aux élections législatives.
Il devient Premier ministre en novembre 2019, après le renversement de la sociale-démocrate Viorica Dăncilă. Il est à son tour renversé par une motion de censure trois mois plus tard mais se maintient finalement au pouvoir, la gauche ne s'y opposant pas dans le cadre de la pandémie de Covid-19. Il quitte ses fonctions en décembre de la même année après la défaite de sa formation aux élections législatives roumaines de 2020 mais est élu président de la Chambre des députés dans la foulée. À la suite de sa défaite face au Premier ministre Florin Cîțu pour la direction du PNL, il quitte le perchoir de la chambre basse.
Fondateur du parti Force de Droite (FD), il brigue la succession de Klaus Iohannis à l'occasion de l'élection présidentielle de 2024.

## Famille et vie privée
Il naît en mai 1963 à Brașov, dans le centre de la Roumanie communiste. Il est issu d'une famille hongro-roumaine, son père étant hongrois et sa mère roumaine.
Marié et père d'un enfant, il est le frère cadet de Leonard Orban, premier commissaire européen roumain.

## Formation et vie professionnelle
Il étudie à la faculté des techniques de construction de Mașini, rattachée à l'université de Brașov, dont il ressort diplômé en 1988. Cinq ans plus tard, il achève son cursus de science politique à l'École nationale d'études politiques et administratives (SNSPA) de Bucarest.

## Parcours politique

### Débuts
Ludovic Orban adhère au Parti national libéral (PNL) en 1992.
Il siège au conseil du premier district de Bucarest entre 1992 et 1996, puis du troisième district jusqu'en 1997. En 2004, il devient premier adjoint au maire de la capitale roumaine. Entre 2002 et 2010, il préside la section bucarestoise du parti libéral,.
En 1999, il est nommé secrétaire d'État, une fonction qu'il occupe jusqu'en 2001. Il dirige d'abord le département de l'Information publique du gouvernement pendant un an, puis l'Agence nationale de la Fonction publique.

### Ministre et député
Ludovic Orban est nommé ministre des Transports le 5 avril 2007, lors d'un remaniement du gouvernement de Călin Popescu-Tăriceanu consécutif à la rupture de la coalition au pouvoir. Il assume cette fonction jusqu'à la fin du gouvernement, le 22 décembre 2008. Aux élections législatives du 30 novembre précédent, il est élu à la Chambre des députés dans la circonscription de Bucarest.
Dans les mois qui suivent sa prise de fonction, il est impliqué dans un accident de la circulation à proximité du palais Cotroceni. Ayant perdu le contrôle de son véhicule, il emboutit une autre voiture et blesse légèrement une personne. Orban et la victime quittent ensemble le lieu de l'accident, puis le conducteur se dénonce 30 heures plus tard aux forces de l'ordre. Il perd alors son permis de conduire, mais n'est pas poursuivi en justice.

### Vice-président du PNL
En 2009, le nouveau président du PNL Crin Antonescu le nomme premier vice-président du parti. Il le révoque un an plus tard, après qu'Orban a publiquement critiqué la formation de l'Union sociale-libérale (USL), une alliance électorale réunissant le Parti social-démocrate (PSD) et le Parti national libéral. Se réclamant du centre droit, il estime en effet qu'il n'est pas bon d'effacer ainsi le clivage entre la droite et la gauche.
Il se présente deux fois aux élections municipales à Bucarest, visant le poste de maire de la capitale, en 2008 puis 2012. Il est chaque fois défait face au social-démocrate Sorin Oprescu. Lors de sa seconde candidature, il postule sans le soutien du PNL, puisque Oprescu bénéficie de l'investiture de l'USL.
Il est par deux fois vice-président de la Chambre des députés, entre 2009 et 2011, puis en 2016.
En décembre 2014, il est élu président du groupe parlementaire du PNL à la Chambre en remplacement de George Scutaru (ro) par 43 voix favorables, soit le double de son unique adversaire, Mihai Voicu (ro). En septembre 2015, il est remplacé par Eugen Nicolăescu (ro), qui le défait par 43 votes contre 42, après avoir été la cible de critiques des dirigeants du PNL au sujet de ses opinions divergentes avec la ligne officielle du parti.

### Mise en cause judiciaire
En 2016, il renonce à se présenter pour la troisième fois aux élections municipales à Bucarest et aux élections législatives en raison d'une enquête de la Direction nationale anticorruption le visant,.
En janvier 2017, la Haute Cour de cassation et de justice l'acquitte du chef de trafic d'influence.

### Président du PNL

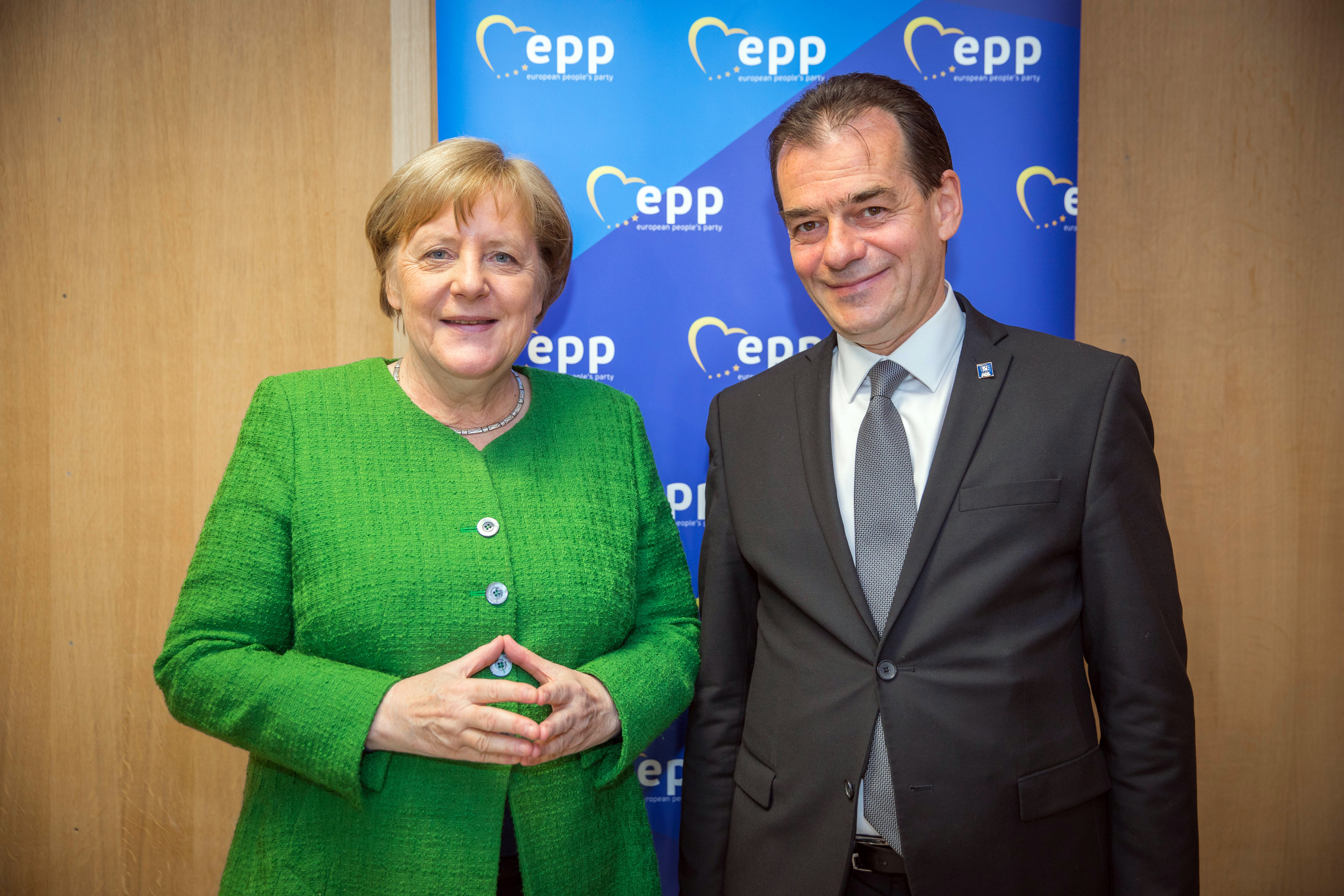
Ludovic Orban et la chancelière allemande Angela Merkel, en 2019.

Après une tentative infructueuse en 2014 face à Alina Gorghiu, il est élu président du PNL le 17 juin 2017. Il est désigné l'année suivante candidat du PNL pour la fonction de Premier ministre en vue des prochaines élections législatives prévues en 2020.

### Premier ministre

#### Formateur
Le 11 octobre 2019, après le renversement du gouvernement Dăncilă par une motion de censure, le président Klaus Iohannis annonce la nomination d'un nouveau Premier ministre d'ici au 15 octobre, affirmant que le prochain gouvernement devrait être issu du PNL. Celui-ci soutient la candidature d'Orban.
Le 15 octobre, il est formellement chargé de former un gouvernement par le président Iohannis. Il a dix jours pour obtenir la confiance du Parlement roumain. Tandis que Pro Romania a exprimé son refus de soutenir un tel gouvernement, l'Union sauvez la Roumanie (USR) — qui plaide pour des législatives anticipées — et l'Union démocrate magyare de Roumanie (UDMR), disent ne pas exclure un possible soutien parlementaire conditionnel à ce gouvernement.
Il signe par la suite deux accords de coopération, le premier avec l'USR validant la tenue d'élections anticipées après l'élection présidentielle et le deuxième avec l'Alliance des libéraux et démocrates (ALDE) — ancienne alliée du Parti social-démocrate (PSD) et conduite par l'ex-président du PNL Călin Popescu-Tăriceanu — qui interdit l'intégration d'autres partis au futur cabinet, excluant de facto la nomination évoquée de ministres issus du Parti Mouvement populaire (PMP), dont le soutien n'est pas considéré comme acquis.

#### Premier gouvernement
Il présente le 24 octobre la composition de son gouvernement, constitué de 17 membres, dont 16 ministres et une vice-Première ministre. Le Parlement fixe la date du vote de confiance au 4 novembre, et non au 31 octobre comme il l'avait proposé. Le jour du scrutin, l'équipe qu'il propose recueille 240 voix favorables, soit sept de plus que la majorité requise. Il est alors investi en même temps que son cabinet, ce qui lui permet de désigner le nouveau commissaire européen roumain et d’être théoriquement à la tête du pays jusqu'aux prochaines élections législatives, prévues fin 2020.
Son exécutif est renversé le 5 février 2020 par une motion de censure déposée par l'opposition sociale-démocrate, qui s'oppose au projet de loi de réforme du Code électoral prévoyant le rétablissement du scrutin à deux tours pour l'élection des maires. La motion recueille 261 suffrages favorables, soit 28 de plus que le minimum requis.
Le 6 février, Orban est chargé de former un nouveau gouvernement. Le projet de réforme du système électoral et la reconduction d'Orban sont une stratégie du président Iohannis pour obtenir des législatives anticipées,. Le 10 février, Orban annonce une composition gouvernementale identique à celle votée en novembre 2019. Le vote de confiance est prévu pour le 24 février. Celui-ci est reporté du fait du quorum non atteint. Le jour même, la Cour constitutionnelle demande à Iohannis de nommer un autre Premier ministre. Le 26 février, le ministre des Finances Florin Cîțu est chargé de former un gouvernement. Le 12 mars, jour du vote d'investiture, il retire sa candidature.
Dans le cadre de la pandémie de Covid-19, les différents partis rallient la proposition de ne pas tenir d'élections anticipées et privilégient la mise en place d'un gouvernement de plein exercice. Par ailleurs, la Cour constitutionnelle décide que le délai de 60 jours avant la tenue d'un scrutin anticipé commence le jour de la nomination de Cîțu. Enfin, un consensus des partis est nécessaire avant toute dissolution, même si deux candidatures à la fonction de Premier ministre sont rejetées.

#### Second gouvernement

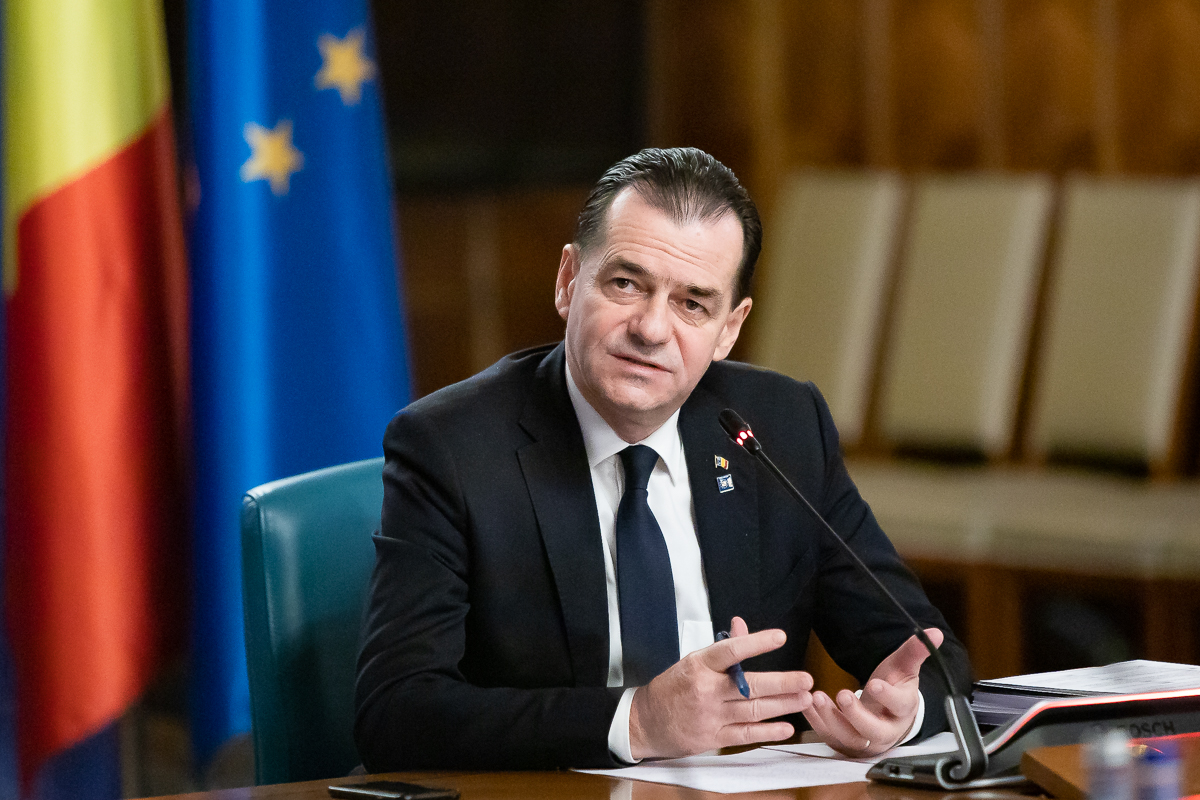
Ludovic Orban lors d'une réunion gouvernementale en 2020.

Le 13 mars, Ludovic Orban est de nouveau chargé de former un gouvernement. Il annonce une composition identique à celle de son gouvernement formé en novembre. Le Parlement, réuni en séance commune le 14 mars, vote la confiance au gouvernement Orban II. Cette investiture, à peine 24 h après la désignation d'Orban, constitue un record depuis la chute du communisme. L'assermentation des ministres, prévue le soir même au palais Cotroceni, est soumise à des mesures sanitaires particulières dans la mesure où la plupart des ministres se sont placés en confinement après qu'un député du PNL a été testé positif à la Covid-19.
Dans ce contexte de pandémie, l'une des premières mesures du nouveau gouvernement est d'interdire les rassemblements de plus de 50 personnes. Pour les mêmes raisons, l'exécutif annonce le 16 avril que les élections locales sont reportées sine die.
Le Parti social-démocrate annonce le 18 août suivant son intention de déposer deux jours plus tard une motion de censure, dont le vote interviendra en septembre ; le PSD justifie cette motion par ce qu'il considère comme l'incompétence du gouvernement en matière de gestion de la pandémie de Covid-19. Elle est rejetée le 31 août pour cause de quorum non atteint.
Le 7 décembre 2020, au lendemain des élections législatives roumaines de 2020 au cours desquelles le PNL arrive second derrière le PSD, Ludovic Orban démissionne de la tête du gouvernement. Le ministre de la Défense Nicolae Ciucă assure l'intérim. Après les élections législatives roumaines de 2020, le PNL propose Cîțu au poste de Premier ministre. Le 22 décembre, Florin Cîțu est chargé par le président Klaus Iohannis de former un gouvernement et investi le lendemain avec 260 voix pour et 186 contre.

### Président de la Chambre des députés
Le PNL propose Orban pour occuper la présidence de la Chambre des députés. Le 18 décembre 2020, il reçoit le soutien des trois partis de la future coalition, le PNL, l'USR-PLUS et l'UDMR pour la présidence. Il est formellement élu au perchoir de la chambre basse trois jours plus tard.
Le 25 septembre 2021, il est battu par Cîțu qui le remplace à la tête du PNL.